# .tm
.tm je internetová národní doména nejvyššího řádu pro Turkmenistán.

## Vyhrazené domény druhého řádu
Následující domény 2. úrovně jsou vyhrazeny k určitému účelu:
- com.tm
- co.tm
- org.tm
- net.tm
- nom.tm
- edu.tm
- gov.tm
- mil.tm